# Salman bin Abdoel Aziz al-Saoed

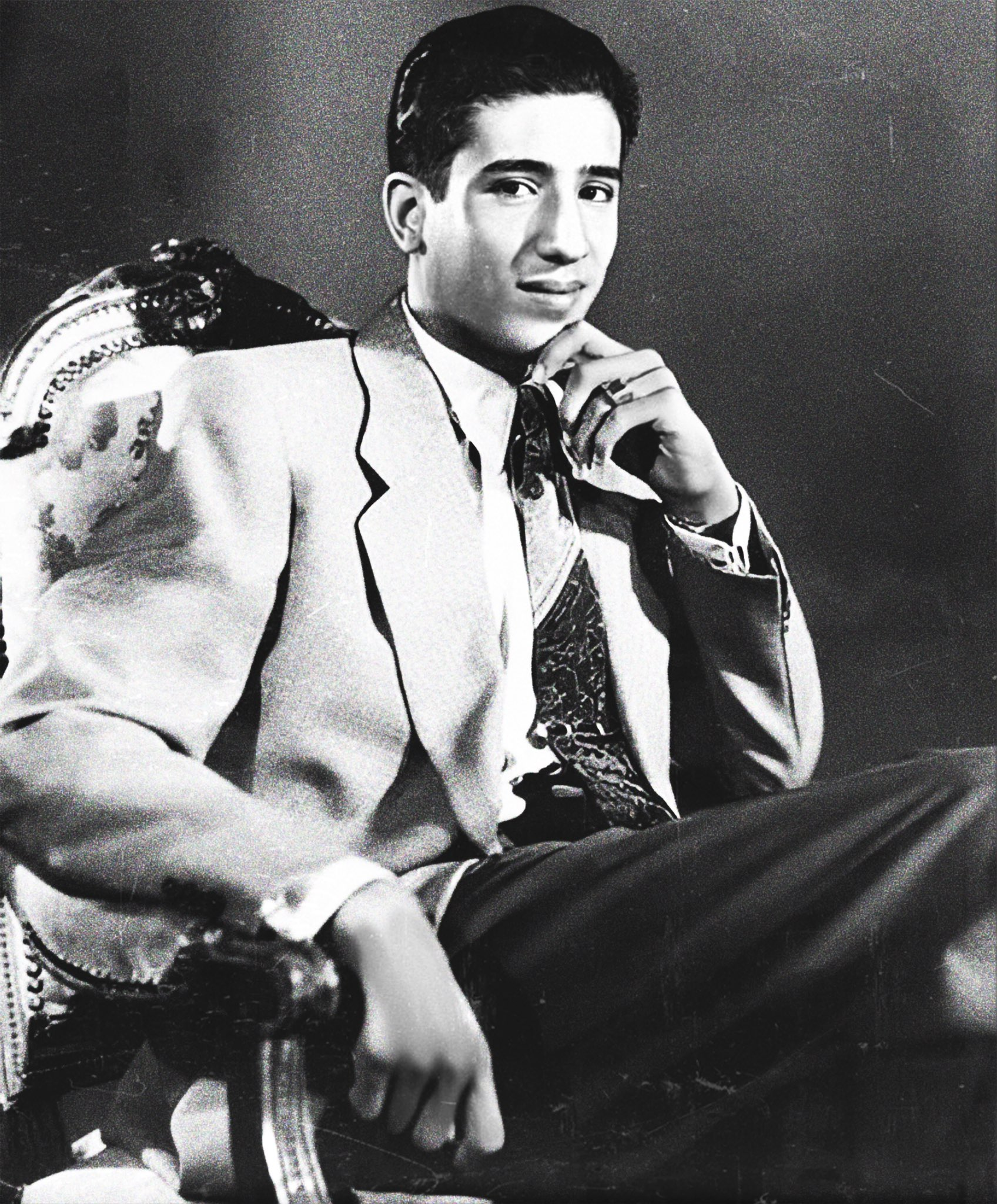
Salman als student

Salman bin Abdoel Aziz al-Saoed (Arabisch: سلمان بن عبد العزيز آل سعود) (Riyad, 31 december 1935) is sedert 23 januari 2015 de koning van Saoedi-Arabië.

## Loopbaan
Van 4 februari 1963 tot 5 november 2011 was Salman gouverneur van de provincie Riyad. Als gouverneur droeg hij bij aan de ontwikkeling van Riyad en de transformatie van de stad tot een moderne metropool. Hij ondernam ook charitatieve activiteiten en werd het hoofd van de Charitable Society in Riyad. Hij was voorzitter van een aantal commissies die zich toelegden op het helpen van slachtoffers van aardbevingen en overstromingen in moslimlanden, waaronder Somalië, Egypte, Bosnië en Herzegovina, Afghanistan en Palestina.
Hij was sedert 2012 kroonprins onder koning Abdoellah.
Onder zijn bewind groeide de stad Riyad uit tot de huidige moderne metropool. Van Salman is bekend dat hij een voorstander is van goede geopolitieke en economische relaties met het Westen. Zijn bevordering van gouverneur tot minister van Defensie eind 2011 werd gezien als het signaal dat hij de opvolger van de op 16 juni 2012 overleden kroonprins Nayef bin Abdoel Aziz al-Saoed zou kunnen worden, hetgeen op 16 juni 2012 na het overlijden van Nayef ook geschiedde.

### Nieuwe kroonprins
Bij Salmans kroning werd zijn jongere halfbroer Moekrin (1945) kroonprins, maar op 28 april 2015 werd deze vervangen door zijn neef, prins Mohammed ben Nayef, de tweede zoon van eerdergenoemde kroonprins Nayef. Bovendien benoemde koning Salman zijn zoon, prins Mohammad bin Salman al-Saoed, tot plaatsvervangend kroonprins. Op 21 juni 2017 verwisselden de twee kroonprinsen van plaats. Zijn beoogde opvolger is nu Mohammed bin Salman al-Saoed. De reden voor deze actie is niet bekendgemaakt, maar er wordt wel aan nepotisme gedacht. De benoeming van de nieuwe kroonprins is goedgekeurd door de zogenoemde Raad van Trouw.
Koning Salman was sinds zijn aantreden als koning ook premier van Saoedi-Arabië. Op 27 september 2022 droeg hij de titel van premier over aan kroonprins Mohammed bin Salman al-Saoed.

## Familie
Hij is een van de tientallen zonen van Abdoel Aziz al Saoed, en een van de zeven zonen van diens echtgenote Hessa bint Ahmad al-Sudairy. Aldus is hij een van de nog overlevende Zeven Sudairi. Hij overleefde drie oudere volle broers, namelijk de voormalige koning Fahd, en de kroonprinsen Sultan en Nayef.
Salman is drie keer getrouwd geweest; eerst met Sultana bint Turki Al Sudairi, die op 71-jarige leeftijd in juli 2011 overleed. Uit dit huwelijk kwamen de volgende kinderen voort: Fahd, Ahmed, Sultan, Abdulaziz, Faisal en Hussa. Uit een tweede huwelijk, met Sarah bint Faisal Al Subai'ai heeft hij een zoon, Saud. Met zijn derde vrouw, Fahda bint Falah bin Sultan Al Hithalayn, had hij de volgende kinderen: Mohammad, Turki, Khalid, Nayif, Bandar en Rakan.
Zijn oudste zoon Fahd overleed in 2001 op 47-jarige leeftijd aan een hartfalen, hetzelfde lot overkwam Ahmad in 2002. Hij was 43 jaar. Zijn tweede zoon, Sultan bin Salman Al Saud, was de eerste Arabier in de ruimte, deze maakte deel uit van de bemanning van de ruimteveer Discovery op de missie STS-51-G, in juni 1985.Zijn zoon Mohammad heeft hij na zijn troonsbestijging benoemd tot minister van Defensie en stafchef van het koninklijk hof. In 2017 werd die kroonprins.
Ibn Saoed ·
Saoed ·
Faisal ·
Khalid ·
Fahd ·
Abdoellah ·
Salman
Emmanuel (Andorra) · Joan Enric (Andorra) · Hamad (Bahrein) · Filip (België) · Jigme Khesar Namgyel Wangchuck  (Bhutan) · Hassanal Bolkiah (Brunei) · Norodom Sihamoni (Cambodja) · Charles III (Commonwealth realms) · Frederik X (Denemarken) · Naruhito (Japan) · Abdoellah II (Jordanië) · Mishal (Koeweit) · Letsie III (Lesotho) · Hans Adam II (Liechtenstein) · Henri (Luxemburg) · Mohammed VI (Marokko) · Albert II (Monaco) · Willem-Alexander (Nederland) · Harald V (Noorwegen) · Haitham (Oman) · Tamim (Qatar) · Salman (Saoedi-Arabië) · Felipe VI (Spanje) · Mswati III (Swaziland) · Rama X (Thailand) · Tupou VI (Tonga) · Mohammed (Verenigde Arabische Emiraten) · Leo XIV (Vaticaan) · Carl Gustaf XVI (Zweden)